# Adam Yates
Adam Yates (Bury, Gran Mánchester, 7 de agosto de 1992) es un ciclista profesional británico que desde 2023 corre para el equipo UAE Team Emirates XRG. Su hermano gemelo Simon también es ciclista profesional.

## Trayectoria

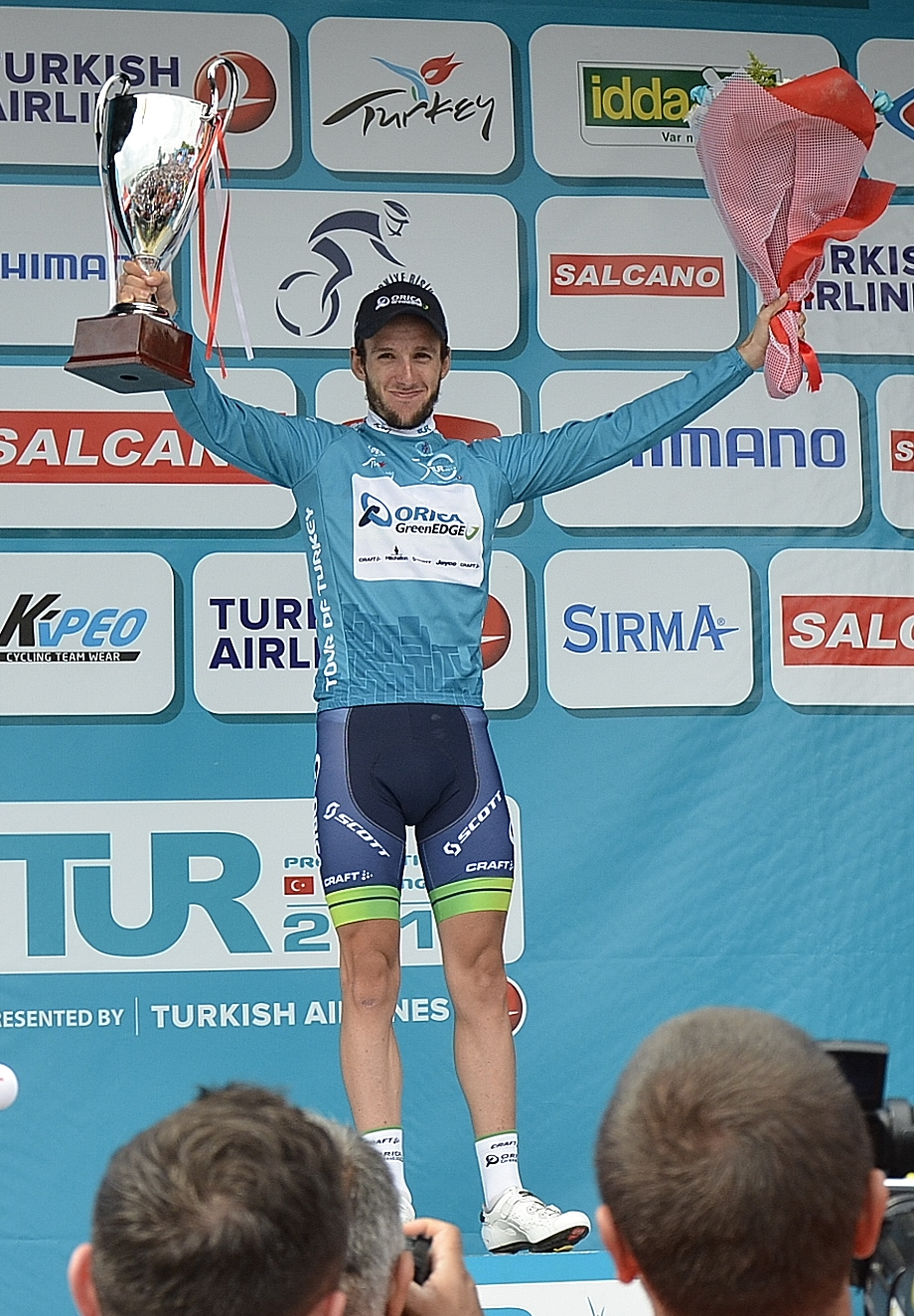
Adam Yates en el Tour de Turquía.

Antes de dar el salto al profesionalismo corrió con el CC Étupes, un equipo amateur de Francia. Como actuaciones destacadas se encuentra el 2.º lugar que ocupó en el Tour del Porvenir de 2013. 
A partir de la temporada 2014 se integró junto con su hermano Simon a la formación australiana del Orica-GreenEDGE.

### Carrera profesional

#### 2014: éxito en el Tour de Turquía
A principios de 2014, en su primera carrera profesional, Adam Yates finalizó undécimo y mejor corredor joven del Tour de San Luis. En abril, tras terminar segundo en la tercera etapa de la Tour de Turquía por detrás del estonio Rein Taaramäe, ganó la sexta etapa, y se hizo con el maillot de líder por un segundo y lo mantuvo hasta el final. Dos semanas después, quedó quinto en el Tour de California. Sexto en el Critérium du Dauphiné en junio, ganó el Gran Premio Industria y Artigianato-Larciano el mes siguiente. Fue seleccionado para los campeonatos del mundo en ruta de ese año.

#### 2015: victoria en la Clásica de San Sebastián
Adam Yates, tras una caída, sufrió una fractura en un dedo durante la primera etapa de la Vuelta al País Vasco. El 1 de agosto obtuvo su mayor victoria durante la Clásica de San Sebastián. Cuando cruzó la línea de meta Yates no sabía si había ganado la carrera, porque creía que la escapada inicial no había sido recuperada. Le lleva un tiempo comprender que ha ganado.
Adam, al igual que su hermano Simon, no fue seleccionado a pesar de su exitosa temporada para la carrera en ruta del Campeonato Mundial de Richmond. Estas ausencias sorprendieron a algunos observadores pero Simon Yates declaró que otros corredores eran mejores que ellos para formar parte de una selección británica para una carrera que no les correspondía. Adam Yates, sin embargo, fue convocado para competir en la carrera en ruta tras el anuncio de la retirada de Geraint Thomas.

#### 2016: mejor corredor joven del Tour de Francia
Después de un comienzo de 2016 sin resultados destacables, se distinguió en mayo terminando cuarto en el Tour de Yorkshire. Séptimo en el Critérium del Dauphiné al mes siguiente, luego participó por segunda vez en el Tour de Francia, carrera en la que ya había participado el año anterior. En la etapa 7, realizó un ataque sobre el grupo principal a más de un kilómetro de meta tomando 7 segundos de ventaja, pero justo cuando pasó por el arco inflable que indicaba el último kilómetro, este se cayó, provocando a su vez la caída de Adam. Al final de la etapa este ataque le valió vestirse con la camiseta de los jóvenes. Se destacó en las etapas de montaña y estuvo la mayor parte de las etapas en el grupo del líder, logrando al final un valioso 4.º puesto en la clasificación general, a tan sólo 21 segundos del podio y el maillot de los jóvenes. Tras el Tour, finalizó 16.º en la Clásica de San Sebastián y 15.º en los Juegos Olímpicos.

#### 2017-2020: líder en Orica/Mitchelton
Se definieron sus objetivos principales en el Giro de Italia y la Vuelta a España. En marzo, logró coronarse campeón del Gran Premio Industria y Artigianato-Larciano.

## Palmarés
| 2014 - Tour de Turquía, más 1 etapa - Gran Premio Industria y Artigianato-Larciano 2015 - Clásica de San Sebastián 2016 - Clasificación de los jóvenes del Tour de Francia 2017 - Gran Premio Industria y Artigianato-Larciano 2018 - 1 etapa de la Tirreno-Adriático - 1 etapa del Critérium del Dauphiné 2019 - 1 etapa de la Vuelta a la Comunidad Valenciana - 1 etapa de la Volta a Cataluña - 1 etapa de la Vuelta al País Vasco - CRO Race, más 1 etapa 2020 - UAE Tour, más 1 etapa 2021 - Volta a Cataluña, más 1 etapa | 2022 - Vuelta a Alemania, más 1 etapa 2023 - 1 etapa del UAE Tour - Tour de Romandía, más 1 etapa - 3.º en el Tour de Francia, más 1 etapa - Gran Premio de Montreal 2024 - Tour de Omán, más 1 etapa - Vuelta a Suiza, más 2 etapas - 1 etapa de la Vuelta a España 2025 - Tour de Omán |

## Resultados

### Grandes Vueltas
| Carrera | Carrera         | 2014 | 2015 | 2016 | 2017 | 2018 | 2019 | 2020 | 2021 | 2022 | 2023 | 2024 | 2025 |
| ------- | --------------- | ---- | ---- | ---- | ---- | ---- | ---- | ---- | ---- | ---- | ---- | ---- | ---- |
|         | Giro de Italia  | —    | —    | —    | 9.º  | —    | —    | —    | —    | —    | —    | —    | 12.º |
|         | Tour de Francia | —    | 50.º | 4.º  | —    | 29.º | 29.º | 9.º  | —    | 9.º  | 3.º  | 6.º  | 24.º |
|         | Vuelta a España | 82.º | —    | —    | 34.º | 45.º | —    | —    | 4.º  | —    | —    | 12.º | —    |

### Vueltas menores
| Carrera | Carrera                | 2014 | 2015 | 2016 | 2017 | 2018 | 2019 | 2020 | 2021 | 2022 | 2023 | 2024 |
| ------- | ---------------------- | ---- | ---- | ---- | ---- | ---- | ---- | ---- | ---- | ---- | ---- | ---- |
|         | París-Niza             | —    | —    | —    | —    | —    | —    | —    | —    | 4.º  | —    | —    |
|         | Tirreno-Adriático      | —    | 9.º  | 19.º | Ab.  | 5.º  | 2.º  | —    | —    | —    | 11.º | —    |
|         | Volta a Cataluña       | 23.º | —    | —    | 4.º  | Ab.  | 2.º  | X    | 1.º  | —    | 28.º | —    |
|         | Vuelta al País Vasco   | 76.º | Ab.  | 32.º | —    | —    | 5.º  | X    | 4.º  | Ab.  | —    | —    |
|         | Tour de Romandía       | —    | —    | —    | —    | —    | —    | X    | —    | —    | 1.º  | 13.º |
|         | Critérium del Dauphiné | 6.º  | 20.º | 7.º  | —    | 2.º  | Ab.  | 17.º | —    | —    | 2.º  | —    |
|         | Vuelta a Suiza         | —    | —    | —    | —    | —    | —    | X    | —    | Ab.  | —    | 1.º  |
|         | Vuelta a Polonia       | —    | —    | —    | 5.º  | —    | —    | —    | ―    | ―    | —    | —    |

### Clásicas y Campeonatos
| Strade Bianche           | Strade Bianche           | —    | Ab.  | —    | —    | —    | —    | —   | —    | —    | —    | —    | —  |    |    |
| Flecha Brabanzona        | Flecha Brabanzona        | Ab.  | —    | —    | —    | —    | —    | —   | —    | —    | —    | —    | —  |    |    |
| Amstel Gold Race         | Amstel Gold Race         | —    | —    | Ab.  | —    | —    | —    | X   | —    | —    | —    | —    | —  |    |    |
| Flecha Valona            | Flecha Valona            | 97.º | —    | Ab.  | —    | —    | Ab.  | —   | 20.º | —    | —    | —    | —  |    |    |
|                          | Lieja-Bastoña-Lieja      | —    | —    | 56.º | 8.º  | —    | 4.º  | Ab. | 18.º | —    | —    | —    | —  |    |    |
| Clásica de San Sebastián | Clásica de San Sebastián | 43.º | 1.º  | 16.º | —    | —    | Ab.  | X   | 27.º | —    | —    | —    |    |    |    |
| Gran Premio de Quebec    | Gran Premio de Quebec    | —    | 32.º | 72.º | —    | —    | 21.º | X   | X    | 7.º  | 17.º | —    |    |    |    |
| Gran Premio de Montreal  | Gran Premio de Montreal  | —    | 2.º  | Ab.  | —    | —    | 14.º | X   | X    | 4.º  | 1.º  | —    |    |    |    |
|                          | Giro de Lombardía        | Ab.  | 56.º | —    | 74.º | 29.º | 15.º | —   | 3.º  | 10.º | 6.º  | 81.º |    |    |    |
| JJ. OO. (Ruta)           | JJ. OO. (Ruta)           | ND   | ND   | 15.º | ND   | ND   | ND   | ND  | 9.º  | ND   | ND   | —    | ND | ND | ND |
| Mundial en Ruta          | Mundial en Ruta          | Ab.  | 57.º | —    | —    | 37.º | Ab.  | —   | —    | —    | —    | 30.º |    |    |    |
| Reino Unido en Ruta      | Reino Unido en Ruta      | 6.º  | Ab.  | —    | —    | —    | —    | —   | —    | —    | —    | —    | —  |    |    |

| —: No participó | Ab: Abandono | X: Edición no celebrada | ND: Edición no disputada |

## Equipos
- Orica/Mitchelton (2014-2020)
  - Orica-GreenEdge (2014-2016)[12]
  - Orica-BikeExchange (2016)
  - Orica-Scott (2017)
  - Mitchelton-Scott (2018-2020)
- INEOS Grenadiers[13] (2021-2022)
- UAE Team Emirates (2023-)
  - UAE Team Emirates (2023-2024)
  - UAE Team Emirates XRG (2025-)